# 유해발굴감식위원회
유해발굴감식위원회(遺骸發掘鑑識委員會)는 전사자유해의 조사·발굴·신원확인 등 업무의 객관성·공정성 유지 및 학술적 자문을 위하여 설치된 대한민국 국방부 소속의 자문위원회이다.

## 설치 근거
- 6·25전사자 유해의 발굴 등에 관한 법률 및 시행령

## 기능
- 전사자유해의 보호구역의 결정에 관한 사항
- 전사자 유해의 인정 및 신원확인, 포상금 지급, 손실, 보상에 관한 사항
- 그 밖에 전사자 유해의 조사·발굴·신원확인 등에 관하여 단장이 정하는 사항 등 심의

## 조직
- 위원장 : 국방부 유해발굴감식단장
- 위원 : 총 10명 (당연직 6, 위촉직 4)

## 운영
위원회 운영은 국방부 유해발굴감식단에서 담당한다.